# Jaume Tarragó i Plana
Jaume Tarragó i Plana (Tarragona, 28 d'agost de 1857 - Tarragona, 4 de febrer de 1908), anomenat popularment com L'Espiridió de Tarragona, fou un casteller de la segona meitat del segle xix conegut per la seva gran fortalesa i per haver fet història al descarregar com a segon un dels castells llegendaris del segle xix, el 4 de 9 sense folre.

## Biografia

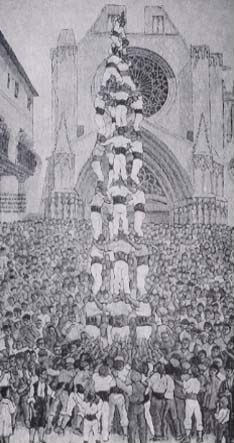
Dibuix del primer 4 de 9 sense folre descarregat de la història, castell on L'Esperidió pujava de segon.

Fill d'Espiridió Tarragó i Francesca Plana, començà a treballar de pagès per després dedicar-se a treballs portuaris com a petit empresari al port de Tarragona. Formà part de la Colla Vella dels Xiquets de Valls que liderava Isidre de Rabassó. Participà activament com a segon en els castells de nou que es començaven a bastir a l'època, juntament amb altres noms com: Silvestre de Creixell, Anton de l'Escolà i Bertran de la Riera.
A les festes de Santa Tecla, el setembre de 1881, a la plaça de les Cols, descarregà, participant com a segon, el primer 4 de 9 sense folre. A la façana de la seu de la Colla Jove Xiquets de Tarragona existeix una placa commemorativa d'aquest fet que dona nom a la petita plaça. Aquesta fou una fita històrica que no es tornaria a repetir fins 117 anys després, el 25 d'octubre del 1998, pels Minyons de Terrassa a les Fires de Sant Narcís de Girona.
El 3 d'octubre de 1881, va contraure matrimoni amb Francesca Llabería i Altés, amb qui va tenir 9 fills coneguts com els Espiridions. En aquesta època es traslladà al carrer Gasòmetre, més a prop de la seva feina al port. Tenia molta força i resistència física, qualitats que el feien idoni com a casteller. Lluïa crescudes patilles i portava una ampla i llarga faixa al voltant del cos. L'any 1885 impulsà la formació de la Colla Xiquets de Tarragona.
El 1885 fou el responsable de cobrar els diners de l'Ajuntament de Tarragona de la Colla Vella dels Xiquets de Valls. A finals del segle segle xix fou un dels components de la Colla de la Mercè i més tard va ser membre de la Colla Nova de l'Escolà.
La seva darrera participació com a casteller, havent passat una malaltia i encara convalescent, va ser a Tarragona el dia de festes de Santa Tecla de 1907. Va morir a Tarragona un any després, el 4 de febrer de 1908 a l'edat de 50 anys.

## Curiositats al seu voltant

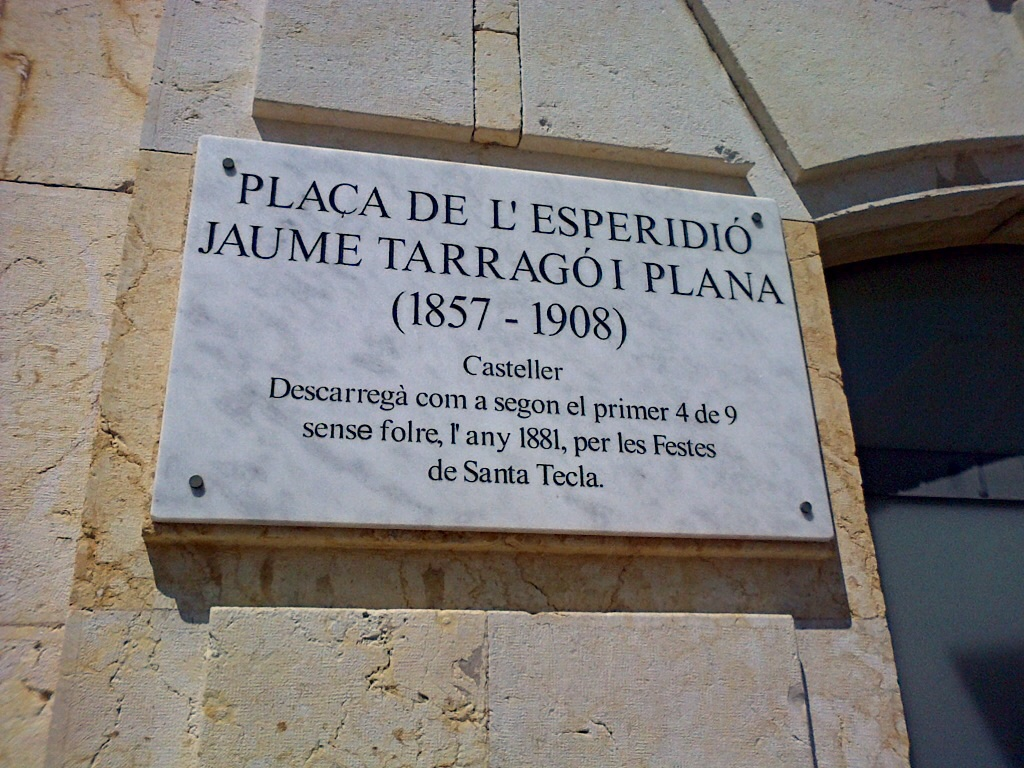
Placa commemorativa de la Plaça de l'Esperidió

El caràcter fatxenda i les accions de l'Esperidió van fer que es forgés un mite al seu voltant. Jordi Morant, en el seu llibre Història dels castells a Tarragona, relata episodis curiosos de la vida del casteller que han perviscut en la memòria col·lectiva.
S'explica que l'Esperidió era un gran amant de les juguesques i de les apostes. Una vegada, quan anava amb la colla de l'Escolà, es jugà que podia pujar les escales de la Catedral de Tarragona carregat amb dues saques de cent quilos, una sota cada braç i carregat amb un casteller a sobre. Un cop hagué pujat els dinou escalons, va dir: "juguem-nos-hi un altre doble de quatre que les tornaré a baixar". Evidentment, ningú no li va acceptar l'oferta.
Contava la seva filla, Josepa Tarragó, que el seu pare, amant de la caça, portava sempre una càrrega d'explosius a la faixa per si li eren útils. Una vegada, una espurna del tabac li va caure dins la faixa, provocant així una explosió que li feu una bona ferida.
Del quatre de nou net, un dels castells més pesats, es comenta que quan l'enxaneta el carregava va exclamar: "Què us diré nois, si això és pes, poseu-nos a sobre la Catedral!".
L'última història que es coneix d'ell data de l'any 1907. En aquella època l'Esperidió patia malalties musculars a causa del gran esforç que feia. L'Esperidió va demanar al seu germà Salvador que el portés a veure els castells. En veient com la colla vella intentava un castell sense èxit, l'Esperidió s'oferí per pujar a segons. Un cop l'enxaneta l'havia carregat, en Jaume Tarragó, mancat de forces, feu cedir el castell. Segons la llegenda, aquell fou el primer castell que l'Esperidió no completava per manca de força.
El 2017 es va publicar "L'Esperidió", primer volum d'un recull de contes infantils il·lustrats per donar a conèixer il·lustres castellers, referents per a les seves respectives colles i pel món casteller.